# 彼得堡 (小說)
《彼得堡》（俄语：Петербург, Peterbúrg）是俄罗斯作家 安德烈·别雷的一部小说。这是一部象征主义作品，可以说预示了詹姆斯·乔伊斯的现代主义的来到。这部小说于1913年首次出版，在创作45年后，直到1959年才由约翰·库诺斯翻译成英文，获得一些关注。
今天，这本书通常被认为是别雷的杰作；弗拉基米爾·弗拉基米羅維奇·納博科夫将其列为“20世紀最偉大的四部杰作之一”，与《尤利西斯》和《变形记》并列，而在《追憶似水年華》之前。

## 介绍
这部小说描写1905年俄国革命前的圣彼得堡，一位年轻的革命家尼古拉·阿波罗诺维奇·阿布尔库霍夫，奉命暗杀他的父亲，沙皇專制政府高级官员阿波罗·阿波罗诺维奇·阿布尔库霍夫，在他的研究中植入了一枚计时炸弹。
别雷根据历史人物来塑造他的角色：阿波罗·阿波罗诺维奇与检察官康斯坦丁·波贝多诺塞夫有许多共同的特点，而杜德金则像革命恐怖分子鲍里斯·维克托罗维奇·萨温科夫。
这部书与詹姆斯·乔伊斯的《尤利西斯》有许多相似之处：语言节奏和文字游戏，象征主义和微妙的政治关注，后者建构小说的主题。事件设定在一个首都城市，其本身就是一个人物，这是一个幽默。不过差异也很明显：别雷的英文译本仍然更容易获得，他的作品是基于复杂的模式节奏，并且根据学术观点，并未广泛使用创新手法。但是，这些创新颠覆了司空见惯的文学修辞，对于表达在如此动荡时期的圣彼得堡是必要的。

## 摘要
就在1905年日俄战争结束之后，尼古拉·阿波罗诺维奇·阿布尔乌科夫接受任务，暗杀他的官僚父亲阿波罗·阿波罗诺维奇，使用的武器是由激进的同事亚历山大·伊万诺维奇·杜德金提供的定时炸弹。尼古拉·阿波罗诺维奇大部分时间都穿戴红色的多米诺面具和斗篷，在索夫亚·彼得罗夫娜·利胡蒂纳面前自欺欺人，这个女人过去曾斥责过他的调情。他并未专注于同意承担的艰巨任务，而是因滑稽的举动上了报纸的八卦专栏。他的父亲注意到这些漏洞，认定他的儿子是一个流氓。杜德金自己效命于一个更高的上级，一个叫利普潘琴科的人，他是他们激进组织的领导人。最后，尼古拉·阿波罗诺维奇和杜德金都对自己的使命改变了心意，然而，在尼古拉·阿波罗诺维奇准备找到炸弹，扔进河里的路上，又发生了许多事情。

## 分析
将《彼得堡》与《尤利西斯》进行比较，二者都是象征主义风格，也都以叙事的城市为中心。小说中有许多典故，其历史可追溯到彼得大帝建城的时期，而且纳入了许多文学典故，包括场景设定在圣彼得堡的文学（特别是《青铜骑士》），以及一般的俄国文学。阿波罗·阿波罗诺维奇和亚历山大·伊万诺维奇等角色经常融入他们的环境，而城市本身在故事的展开中扮演着重要的角色。
这本书涉及别雷和同时代的其他人所关心的许多哲学思想，既有政治的，也有精神的。这本书有些神秘语气，其主要影响之一，源于别雷对鲁道夫·施泰纳及其人智学哲学的经历。人物经历不同的超然状态，这些一般来自别雷的精神研究。书中也有关于 马克思主义和尼采思想的讨论。虽然这本书围绕一个政治行动展开，但是大部分都与精神状态有关。